# Illyriens historia

Illyriens

Denna artikel behandlar den historiska regionen Illyriens historia.

## Fornhistoria
Den tidigast kända kungen av Illyrien var Hyllus, som sägs ha dött år 1225 f.Kr. Hans rike sträckte sig från Trieste (i Italien) i norr till floden Vjosa (i Albanien) i söder. Rikets huvudstad var Scodra (idag Shkodra).
Grekerna anlade kolonier vid den illyriska kusten på 700-talet f.Kr.. Två av de mest framstående var Epidamnos och Apollonia och genom dessa fick illyrerna kontakt med den grekiska kulturen. Men de förlorade aldrig sin identitet eller sitt språk under det starka inflytandet av grekisk civilisation. Kontakten hjälpte dem att utveckla sin egen kultur medan de i sin tur påverkade det ekonomiska och politiska livet i kolonierna, vilka nådde en hög grad av välstånd och kulturell utveckling och var länkar för handeln mellan illyrerna och Grekland och Italien. Illyrerna exporterade jordbruksprodukter och boskap, speciellt hästar och även varor gjorda av lokalt brons och järn. På ca 300-talet f.Kr. började kolonierna nalkas sitt slut och så småningom försvann de.
Det illyriska kungariket nådde sin höjdpunkt på 400-talet f.Kr. under kung Bardhylis. Under Bardhylis regeringstid genomfördes två mycket framgångsrika militära kampanjer mot makedonerna, som blev kraftigt försvagade. Filip II satte dock stopp för illyrierna och Bardylis slöt fred med honom innan han dog, 358 f.Kr.
Kung Grabus av Illyrien (356 f.Kr.), Lysippus av Paeonien och Cetriporis av Thrakien bildade en allians mot den makedonska armén. Kung Grabus blev besegrad av generalen Parmenion och blev tvungen att avtjäna en tid som makedonsk slav. Efter att Grabus blivit bortrövad försökte kung Pleuraturs Filips utbredning i Illyrien och lyckades nästan döda honom 337 f.Kr.
Efter Filip II:s död härskade Glaukias. Han förband sig med Illyriens kung Kleitus (son till Bardylis och far till Bardylis II) när han gjorde uppror mot Alexander den store år 335 f.Kr. Glaukias gav Kletius skyddad uppehållsort när deras försök till självständighet misslyckats och Alexander den store segrade och drev dem upp till Taulantias bergsområde. Glaukias blev sedan Illyriens kung från 317 till 303 f.Kr. År 314 f.Kr. blev han besegrad av Alexander den stores efterträdare Kassander som beslagtog Epidamnos och Apollonia och tvingade honom att avböja sina önskningar om att erövra kungariket Makedonien.
Bardhylis II var son till Kleitus och kung över Illyrien från 195 till 290 f.Kr. Mycket är okänt om denna illyriska kung och vilket territorium han härskade över efter Glaukias död. Det är mycket möjligt att Bardylis II och Pyrrhus delade Glaukias kungarike och vidhöll en stark allians efter giftermålet mellan Pyrrhus och Bardylis II:s dotter Birkenna.
Efter Bardhylis II död blev den nye kungen Monunis som härskade omkring 280 f. Kr. Han kom från den illyriska stammen Dardani och var möjligen släkt med Bardylisätten. Han bredde ut sitt rikes gränser till floden Donau i norr, till Makedoniens gräns i öster, till Adriatiska havet i väster, till Epirus gräns i söder, och han gjorde slut på Apollonias och Epidamnos självständighet och stred mot makedonierna vid gränsen. År 280 f.Kr. deltog Monunis i en attack mot Makedoniens kung Ptolemaios Ceraunus. Samma år började keltiska folkslag invadera Makedonien och Monunis bjöd militär hjälp till kungen med 20 000 soldater. På grund av misstänksamhet kring Monunis avsikter avslog kungen dock erbjudandet och kelterna förgjorde riket Makedonien år 279 f.Kr. (Under första världskriget hittade man Monunis hjälm på Ohridsjöns strand. På den stod det Basileos Monounious, "Kung Monounious" .)
Monunis efterträdare blev Mytilius som härskade kring år 170 f.Kr. men som i ett slag misslyckade att återerövra illyriskbebott land i söder som behärskades av Alexander av Epirus, son till kung Pyrrhus.

Det sista och bäst kända illyriska kungariket hade sin huvudstad i Scodra. En av dess viktigaste härskare var kung Agron. Han hade en armé och en flotta starkare än någon av hans illyriska föregångare. I allians med Demetrius II av Makedonien besegrade han Aetolerna vilka belägrade Medeon i Akarnanien 231 f.Kr. Agron var så nöjd med sin seger att han drack för mycket och dog plötsligt.

## Romersk tid
Under hans sons omyndiga ålder tog hans änka, Teuta, makten. Hon var ledare för härjande sjörövare som senare störde den romerska sjöfarten. Rom förklarade krig mot henne 229 f.Kr. Efter två års krig förmåddes hon att sluta fred 227 f.Kr. Detta var början till den romerska ockupationen av den illyriska halvön.
Titus Livius nämner Scodra som huvudstad för konung Genthius av Illyrien. Genthius var samtida med konung Persevs i Macedonien. Han var en vild och rå person samt begiven på dryckenskap. Att Persevs förmådde att uppträda fientligt mot Rom blev han på mycket kort tid till lands och sjöss besegrad av den romerske pretorn Anicius och förd såsom fånge till Italien, varefter Illyrien gjordes till romersk provins 167 f. Kr.
När romarna erövrade trakten betydde det en stor invandring av romare, speciellt till kusttrakterna. Den italienska invandringen har fortsatt under århundradena. Det romerska rikets erövning av Illyrien och Grekland innebar att greker och illyrier började romanisera sig: de tog det romerska sättet att leva, romerska traditioner, tro och språk.
På 400-talet förde den romerska erövningen till det illyriskt bebodda landet ekonomisk och kulturell utveckling. Men den illyriska befolkningen förtrycktes också i det romerska samhället och blev tvungna att värnplikta. Detta ledde senare till att illyrier krävde sina rättigheter i samhället vilket senare erkändes av romerska och bysantinska kejsare. En tradition utvecklades från detta, kuvend, har överlevt till denna dag bland folk i norra Albanien.

## Medeltiden
När delningen mellan öst och väst kom 395 e.Kr. blev de illyriskbefolkade områdena del av Bysans. Under de första decennierna under Bysans led Illyrien av förödande räder från västgoter, hunner och östgoter. 
Då slaverna trängde fram under 500- och 600 talen kom en stor del av illyrerna att assimileras av dessa eller också drevs de tillbaka till ett område motsvarande dagens Albanien. På 1000-talet gick illyrerna under beteckningen albanoi eller arbaniati och deras område kallades Arbanon.

## Civilisationen Illyrien
Idag återstår inte många illyriska efterlämningar som vittnar om dess civilisation, och ofta förklaras det med att många krig och assimileringar förekommit i området som har resulterat i att den illyriska civilisationen har varit svår att bevara. 2006 inleddes dock arkeologiska utgrävningar i Visoko efter att den bosniske arkeologen Semir Osmanagic hävdat att det finns arkeologiska lämningar av illyriska pyramider i området.

## Senare historia
Venetianare och osmaner fattade under senare delen av 1400-talet fast fot i det gamla Illyrien, och från denna tid begagnades ordet Illyrien nästan uteslutande för att beteckna de osmanska eller venetianska besittningarna: Osmanska Illyrien och Venetianska Illyrien.
Genom freden i Campo Formio (1797) erhöll Österrike Venetianska Illyrien.
Napoleon I återupplivade namnet Illyrien, i det han av de av Österrike 1809 avträdda länderna Krajina, Kroatien väster om Sava, en del av Kärnten och kustlandet vid Adriatiska havet bildade Illyriska provinserna, vilka ställdes under hans särskilda förvaltning. Då grevskapet Tyrolen 1810 styckades, lades en del därav till illyriska provinserna, vilkas organisation i finansiellt och militäriskt avseende fastställdes genom ett kejserligt dekret 1811. Genom Wienkongressens beslut 1815 erhöll Österrike dessa provinser under namn av kungariket Illyrien förutom delen från grevskapet Tyrolen. Enligt den nya riksindelningen 1849 sönderföll detta i kronländerna Kärnten, Krajina, Görz med Gradiska och Istrien. Den österrikiske kejsaren fortsatte dock att kalla sig "konung av Illyrien", som en av sina många titlar.